# NGC 4267
NGC 4267 este o galaxie lenticulară situată în constelația Fecioara. A fost descoperită în 17 aprilie 1784 de către William Herschel. Se află la o distanță de 16,29 megaparseci de Pământ.